# Boogie 2Nite (album)
Boogie 2Nite to debiutancki album pochodzącego z Wielkiej Brytanii duetu Booty Luv. Album wydany 17 września (na Wyspach Brytyjskich) uplasował się na jedenastym miejscu najlepiej sprzedających się płyt, nakładem 60 000 kopii. Singlem promującym płytę została piosenka Boogie 2Nite, która odniosła duży sukces w całej Europie.

## Lista utworów
1. „Boogie 2Nite” – 3:16
2. „Shine” – 3:25
3. „Don't Mess with My Man” – 2:55
4. „Some Kinda Rush” – 3:31
5. „Dance Dance” – 3:07
6. „Be Without You” – 3:40
7. „Who's That Girl” – 3:03
8. „Good Girl's Gone Bad” – 2:34
9. „A Little Bit” – 3:12
10. „He's a Winner” – 3:15
11. „Something to Talk About” – 3:23
12. „Where You Are” – 4:08

Utwory dodatkowe
1. „Boogie 2nite” (DB Boulevard Edit)
2. „Shine” (M's Smooth '54 Edit)
3. „Don't Mess with My Man” (Ryden's Live Edit)
4. „Some Kinda Rush” (Ryden's Live Edit)” [iTunes]

## Covery
- Boogie 2Nite – Tweet Cover
- Shine – Luther Vandross Cover
- Don't Mess With My Man – Lucy Pearl Cover
- Be Without You – Mary J. Blige Cover
- Where You Are – Rahsaan Patterson Cover